# Josef Kořínek mladší
Josef Kořínek (4. ledna 1861, Jindřichův Hradec – 22. srpna 1924, Hradec Králové) byl český středoškolský profesor, klasický filolog a odborný spisovatel. Byl synem profesora Josefa Kořínka (1829-1892).

## Život
Narodil se v Jindřichově Hradci v rodině gymnazijního profesora Josefa Kořínka (1829–1892). V roce 1884 vyučoval na matičním gymnáziu v Opavě, následující rok se přestěhoval do Pelhřimova. Jeho posledním působištěm se stal Hradec Králové, kde byl jmenován ředitelem gymnázia.
Zemřel v Hradci Králové na mrtvici[nepřesný odkaz] ve věku 63 let.

## Dílo
Od devadesátých let, počínaje šestým vydáním (1896-8), upravoval k tisku oblíbenou učebnici Latinská mluvnice, jejímž autorem byl jeho otec.
Vydal rovněž sociologické pojednání o společenských třídách ve státě Solónově a Lykurgově.